# Joachim Quäck

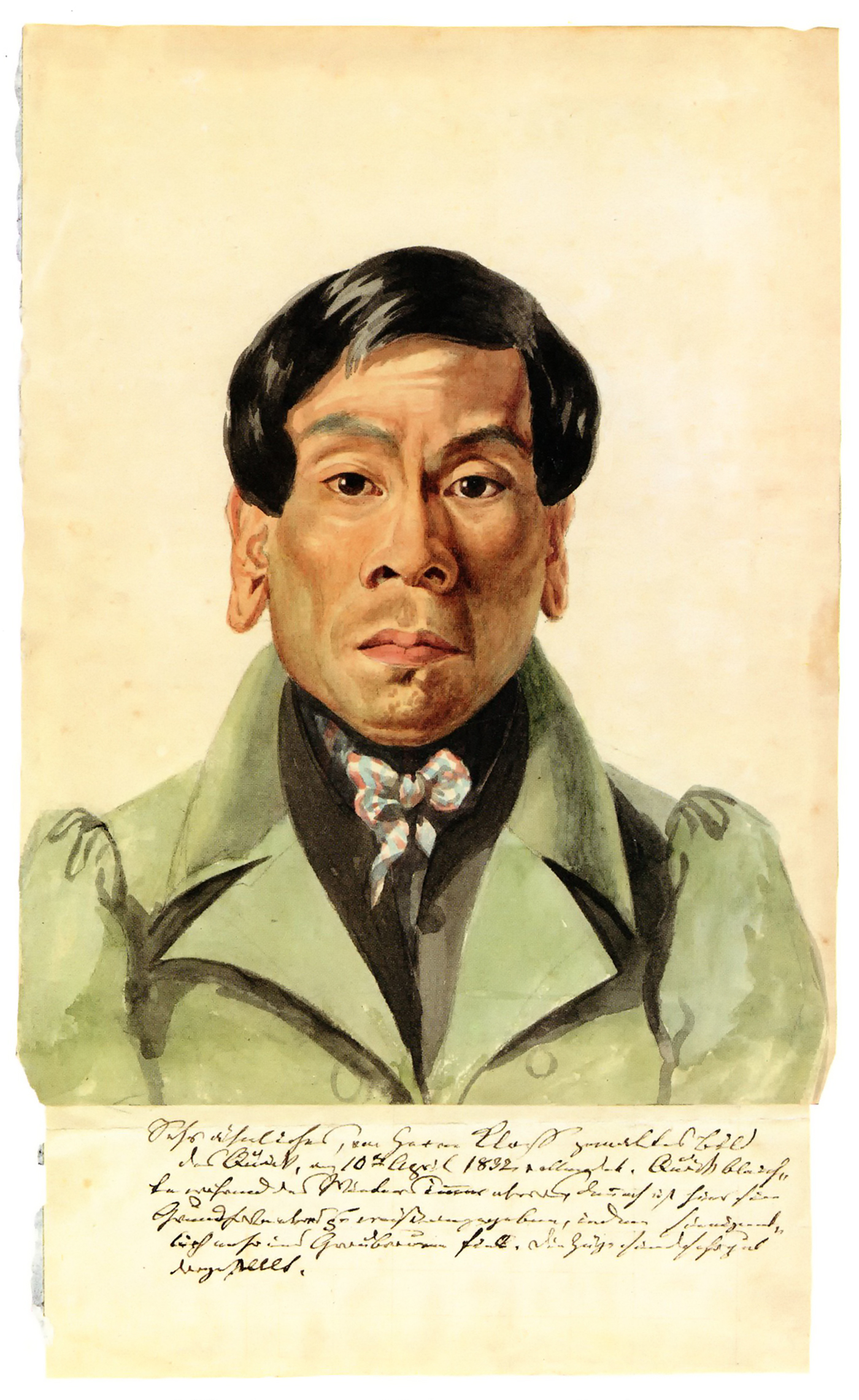
Joachim Quäck am 10. April 1832 in einem Aquarell des Malers Friedrich Theodor Kloß (1802–1878)

Joachim Quäck (Quäck = portugiesisch: Kuêk, ursprünglich: Nuguäck; * 1804 im Bundesstaat Minas Gerais in Brasilien; † 1. Juni 1834 in Neuwied) war ein brasilianischer Indigener vom Stamm der Botokuden, der den deutschen Entdecker, Ethnologen, Zoologen und Naturforscher Prinz Maximilian zu Wied-Neuwied zeitweilig auf seinen Reisen begleitete. Er begegnete dem Prinzen, als dieser 1817 auf einer Expedition durch Brasilien drei Monate lang das Leben der Botokuden zwischen Rio Doce und Rio do Prado  beobachtete und erforschte. Quäck vermittelte dem Prinzen als einheimischer Begleiter das für seine Forschungen notwendige Hintergrundwissen. Maximilian zu Wied-Neuwied ließ ihn später nach Neuwied nachkommen, wo er am 12. Februar 1818 eintraf. Dort arbeitete er für den Prinzen als dessen persönlicher Kammerdiener. Quäck verstarb im Alter von 30 Jahren am 1. Juni 1834 um 9 Uhr morgens an einer Leberentzündung und wurde am 3. Juni 1834 vermutlich auf dem Alten Friedhof von Neuwied katholisch beerdigt.

## Leben

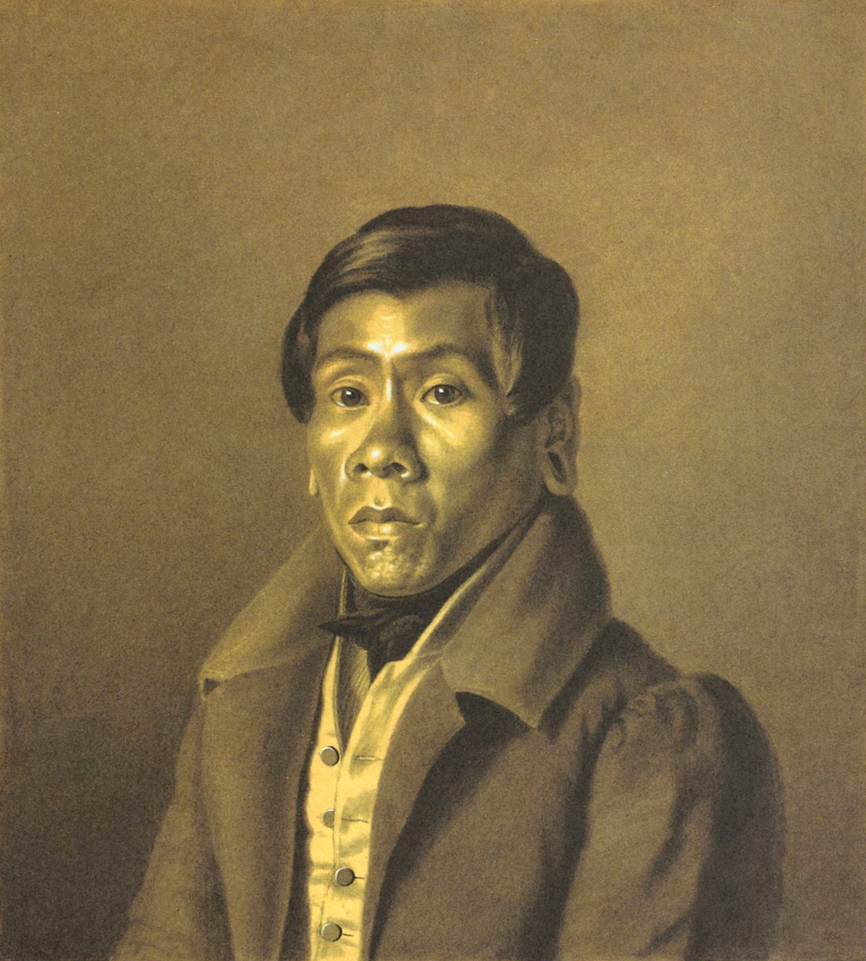
Bildnis des Botokuden Joachim Quäck von Carl zu Wied-Neuwied

Quäck wuchs in einer Botokudenfamilie inmitten von Botokuden-Indianern im brasilianischen Urwald auf. Das kann man daraus erschließen, dass sein Name Nuguäck lautete, er den Gebrauch von Pfeil und Bogen beherrschte, die Sprache der Botokuden, Krenak, sprach und die Lebensweise, Kultur und Gedankenwelt der Botokudenindianer in allen Details kannte. Andererseits lebte er in der Jugend getrennt von seiner Familie und den Botukudenindianern bei katholischen Brasilianern. Er war in Brasilien katholisch getauft worden und hatte dabei den christlichen Vornamen Joachim (brasilianisch: Joaquim) erhalten. Hinzu kam, dass Quäck die portugiesische Sprache erlernt hatte und sich so mit Prinz Maximilian zu Wied-Neuwied gut verständigen konnte. Es liegt auch nahe, dass Quäck nicht mehr mit den Botokuden leben oder mit ihnen zusammenkommen wollte, da er ihnen Kannibalismus unterstellte und aus diesem Grunde eine tiefsitzende Angst vor jedem Botokuden empfand. Die Angst vor Botokuden legte er sogar später in Neuwied nicht ab. Carmen Sylvia, die Großnichte Maximilians zu Wied-Neuwied, hat darauf hingewiesen:

„Einmal sagte man ihm, dass verschiedene Landsleute von ihm auf dem Rheinschiff kommen würden, da man glaubte, ihn damit zu erfreuen. Er empfand jedoch nur Angst, weil er fürchtete, von ihnen gefressen zu werden.“

Prinz Maximilian zu Wied-Neuwied erwähnt Quäck in seinem Werk Reise nach Brasilien in den Jahren 1815 bis 1817 zwar an acht Stellen, aber er berichtet nichts über dessen Lebensgeschichte und über die Umstände, unter denen er ihn kennengelernt hatte. Sein Entschluss, Quäck bei seiner Expedition zu den Botokuden und anschließend nach Neuwied mitzunehmen, verursachte ihm immense Kosten. Nachdem der dreizehnjährige Indio einwilligte, den Deutschen als Scout, Dolmetscher, Türöffner und Vermittler zu begleiten, musste Maximilian Quäck an Ort und Stelle mit Geld auslösen und Quäcks Lebensunterhalt in Neuwied bis zum Tod aus seiner Privatkasse finanzieren. Für seinen Entschluss gab es zwei Gründe. Er versprach sich von Quäck ein umfassendes Wissen über die Botokuden, und er wollte Quäck beim Schreiben seines Werkes Reise nach Brasilien in den Jahren 1815 bis 1817 bei sich haben, damit er die wissenschaftlichen Details mit ihm besprechen konnte. Der zweite Grund war, dass Maximilian sich von dem attraktiven und exotischen Kammerdiener eine große öffentliche Aufmerksamkeit und einen Statusgewinn versprach, und das nicht nur in Neuwied, sondern auch in den umliegenden deutschen Ländern, da damals Menschen fremder Kulturen zu den begehrtesten Attraktionen in Europa gehörten. Diese Erwartung sollte sich später bestätigen: Sogar der preußische Staatskanzler Fürst Karl August von Hardenberg bestand darauf, den Indianer zu sehen. Maximilian zu Wied-Neuwied reiste dazu mit Quäck zum Schloss Engers und stellte ihn dem Staatskanzler vor, und Quäck bewunderte hingebungsvoll dessen Orden und Ordensbänder.

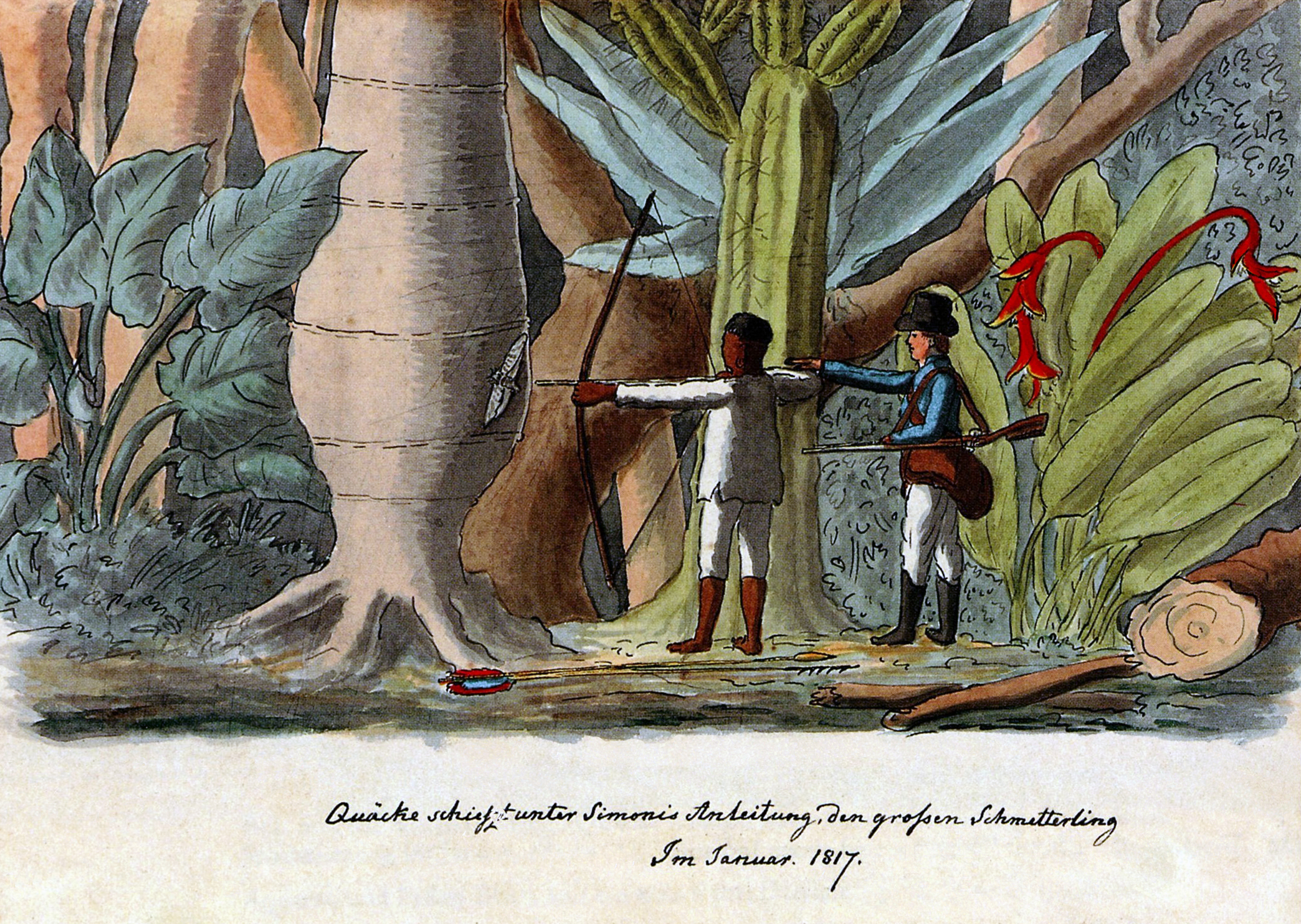
Dieses Aquarell von Maximilian zu Wied-Neuwied zeigt Quäck mit Pfeil und Bogen bei der Jagd auf große Schmetterlinge.

Bei der Reise zu den Botokuden im Jahr 1817 fühlte sich Quäck in der Reisegruppe des Prinzen sicher. Die Reisegruppe wohnte bei ihren zwei Aufenthalten insgesamt drei Monate lang in dem portugiesischen Militärstützpunkt Quartel. Quartel dos Arcos lag auf der Insel Cachoeirinha im Rio Grande de Belmonte im Indianergebiet und war deshalb für die Erforschung der Botokuden gut geeignet. Die Forschungsreisenden um Maximilian zu Wied-Neuwied waren unter anderem mit zwei Doppelflinten bewaffnet, und Quäck trug ständig Pfeil und Bogen am Körper. Ein Aquarell des Prinzen, das dieser im Januar 1817 malte, zeigt Quäck mit Pfeil und Bogen bei der Jagd auf große Schmetterlinge. Quäck befindet sich auf dem Bild in der Gesellschaft des bewaffneten Gärtners Christian Simonis vom Schloss Neuwied, und auf Weisung von Maximilian zu Wied-Neuwied verwendete Quäck bei seiner Schmetterlingsjagd einen stumpfen Pfeil, damit er die Schmetterlinge nur betäubte und nicht zerstörte. Maximilian zu Wied-Neuwied beschrieb diese Schmetterlingsjagd und betonte, dass Quäck sich in dieser sonderbaren Art der Jagd eine große Fertigkeit erworben hatte.
Quäck gab dem Prinzen während der Reise und später in Neuwied aus seinem Hintergrundwissen wichtige Informationen über Leben, Sitten, Sprache und Aussehen der Botokuden. Er half ihm mit Pfeil und Bogen bei der Jagd, und er arbeitete als Dolmetscher bei den Begegnungen mit Indianern. So gewann Maximilian zu Wied-Neuwied eine freundschaftliche Beziehung zu einem Häuptling. Er beobachtete die Botokuden bei der Jagd, in ihren Hütten, beim Baden und beim Erklettern der Bäume und zeichnete sie dabei.
Am 10. Mai 1817 trat er die Rückreise an und kam über Lissabon und London Anfang August 1817 in Neuwied an. Sein Jäger und Präparator David Dreidoppel blieb mit Quäck in Bahia und sorgte für das Verpacken und den Transport der zahlreichen Sammlungsstücke und der Jagdtrophäen. Nach einem halben Jahr bestiegen beide zusammen mit einem von Maximilian zu Wied-Neuwied ausgesuchten Afrobrasilianer ihr Schiff nach Europa und kamen über Lissabon, London und Amsterdam nach Neuwied, wo sie am 12. Februar 1818 eintrafen.
Die Brasilienreise von 1815 bis 1817 kostete Maximilian zu Wied-Neuwied insgesamt 15.842 fl 12 Xr. Nach Abzug der Apanage hatte der Prinz anschließend bei der fürstlichen Rentkammer 12.976 fl 50 Xr Schulden, die als Darlehen verzinst wurden. Bis Ende 1831 tilgte er das Darlehen bis auf 4500 fl. Seine nächste Reise nach Nordamerika kostete 18.069 fl 29 Xr, dadurch stieg das Darlehen, das der Fürst Johann August Karl zu Wied seinem Bruder Maximilian gewährte, bis zur Rückkehr aus Amerika auf 22.569 fl 29 Xr.
Quäck hatte im Gespräch mit Maximilian zu Wied-Neuwied den Botokuden Kannibalismus unterstellt, und dieser hatte Quäcks Aussagen in seinem Werk über die Brasilienreise niedergeschrieben und bis 1823 in deutschen, englischen, französischen und niederländischen Ausgaben weltweit veröffentlicht. Die Folgen waren für die Botokuden in Brasilien verheerend. Unter dem Vorwand, Botokuden seien Kannibalen, wurden die Botokuden bis zum Jahr 1985 in Brasilien verfolgt. Von 100.000 Botokuden überlebten bis 1985 laut Jimmie Durham nur 600 diese Verfolgungen.

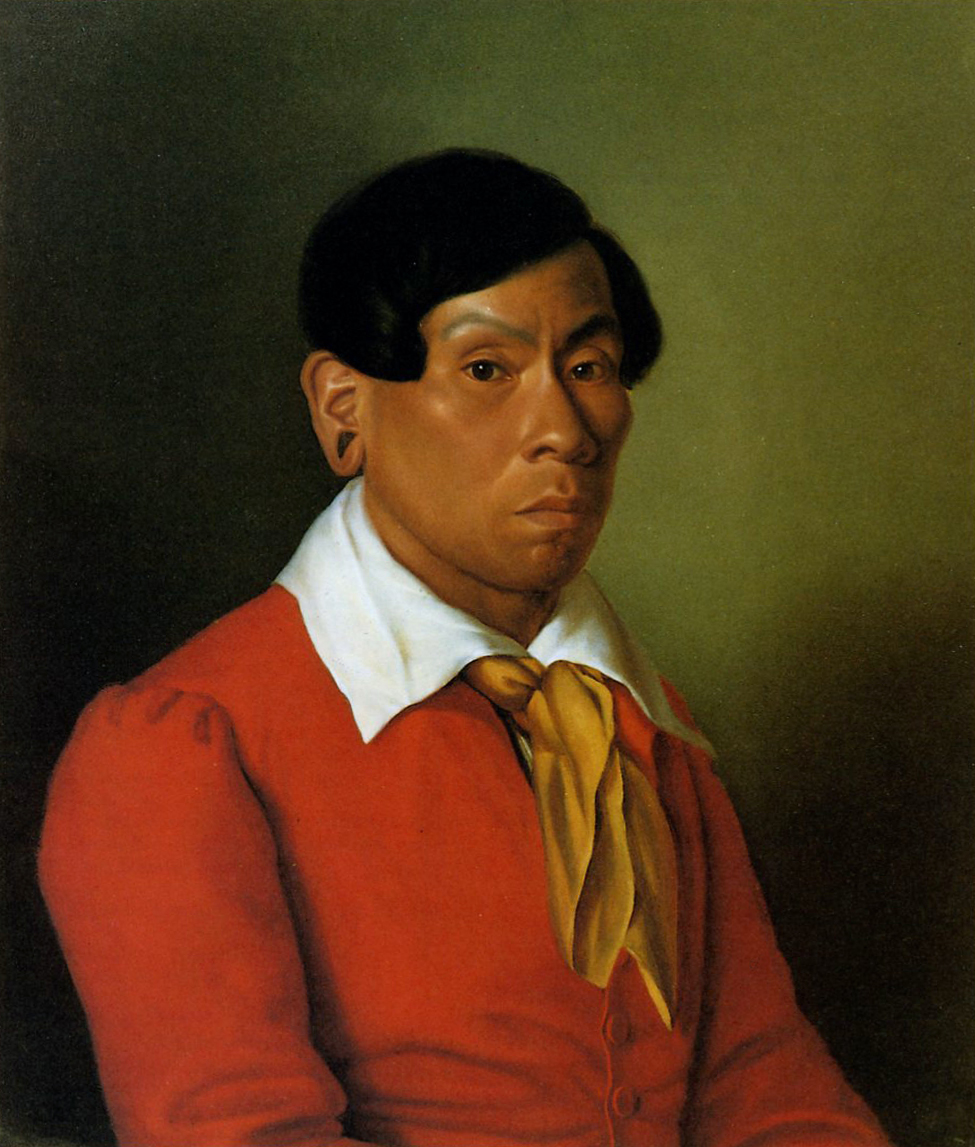
Joachim Quäck, um 1830 gemalt von Carl zu Wied-Neuwied

In Neuwied wurde Quäck persönlicher Kammerdiener des Prinzen. Bereits als Achtzehnjähriger erregte er großes Aufsehen und lockte durch sein Aussehen zahlreiche Besucher an. Acht Tage nach seiner Ankunft schrieb die Neuwieder Zeitung Reich der Todten:

„Unglaublich schnell verbreitete sich die Nachricht von der Ankunft eines Wilden durch die Stadt, und erregte allgemeine Neugierde, ihn zu sehen. – Das Gebäude, worin er sich befand war den ganzen Tag, so wie auch die nächstfolgenden von dichten Menschenmassen belagert und sein Zimmer nie leer.“

Die Besucher interessierten sich vor allem für Quäcks Hautfarbe und sein Aussehen, das in der Neuwieder Zeitung ausführlich beschrieben wurde. Nach und nach wurde Quäck für die angereisten Wissenschaftler zu einem Forschungsobjekt, das untersucht und in Briefwechseln beschrieben wurde.
Quäck gewöhnte sich in Neuwied rasch ein. In der Neuwieder Zeitung Reich der Todten wurde er so beschrieben:

„Er ist äußerst guthmütig, läßt sich aber, als ein freier Mensch, weder zwingen noch befehlen: Durch gute Worte hingegen kann man alles von ihm erhalten. Eben durch die gute, liebreiche Behandlung, welche er von dem Prinzen erfahren hat, ist die Zuneigung zu diesem entstanden und wird bleiben, da dieser sich wohl hütet, ihm unangenehmes zu sagen, wozu jener auch keine Veranlassung giebt. Auf dessen Verlangen nennt er nicht allein die aus seinem Vaterlande mitgebrachten Thiere in seiner Muttersprache, sondern ahmt auch ihre Stimmen auf das täuschendste nach: ja als er einst aufgefordert wurde, seinen Nationalgesang anzustimmen, zögerte er zwar einige Sekunden, aber legte, als der Prinz ihn wiederholt bat und auf die Schulter klopfte, sogleich die rechte Hand auf das Haupt, die linke an das Ohr und sang.“

Bald stellte sich bei Quäck Heimweh mit einer Sehnsucht nach dem Leben in dem Urwald seiner Kindheit ein, und Maximilian zu Wied-Neuwied beauftragte seinen Jäger David Dreidoppel, Quäck bei der Jagd in den wiedischen Revieren des Westerwaldes, an den Dreifelder Weihern und in den Rheinauen mitzunehmen. Quäcks überraschendes Heimweh regte Maximilian dazu an, es zu hinterfragen und es in seinem Manuskript zum zweiten Band des Werkes Reise nach Brasilien in den Jahren 1815 bis 1817 als einen Wesenszug jedes Botokuden zu verallgemeinern:

„Die Liebe zu einem freyen, rohen und ungebundenen Leben, drückt sich ihm von früher Jugend an tief ein, und dauert sein ganzes Leben hindurch. Alle jene Wilde, welche man aus ihren mütterlichen Urwäldern entfernt, und in die Gesellschaft der Europäer gezogen hat, hielten wohl eine Zeit lang diesen Zwang aus, sehnten sich indessen immer nach ihrem Geburtsorte zurück und entflohen oft, wenn man ihren Wünschen nicht Gehör gab. Wer kennt nicht die magisch anziehende Kraft des vaterländischen Bodens, und der früheren Lebensweise! Wo ist insbesondere der Jäger, der sich nicht nach den Wäldern zurücksehnt, die er von Jugend auf im Genusse der schönen Natur zu durchstreifen gewohnt war, wenn man ihn in das ängstlich treibende Getümmel großer Städte versetzt?“

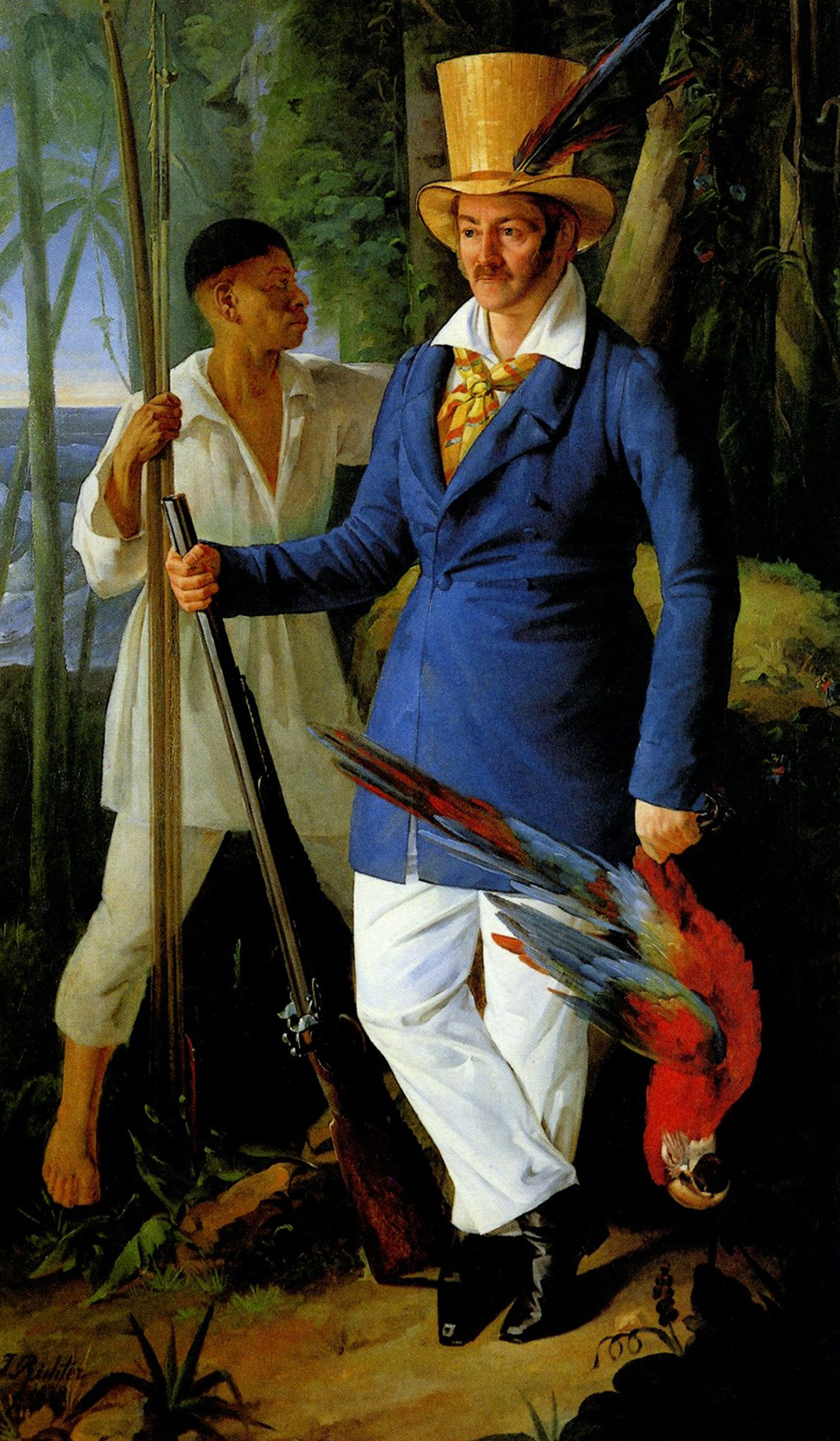
Prinz Maximilian zu Wied-Neuwied mit Joachim Quäck auf der Jagd im brasilianischen Urwald

Dem Journalisten, der im Jahr 1818 inmitten der Zuschauer stand und Quäck betrachtete, fiel auf, dass Quäck sich von allen Besuchern abwandte, sich in sich selbst zurückzog und in tiefes Nachdenken versunken war:

„Da saß er, sich am heißen Ofen wärmend, ruhig, kalt, ernst, ohne eine Miene zu verziehen, ohne sich um die begaffende Menge weiter zu kümmern, in sich selbst gekehrt. Wer ihn so bey der Lampe, einsam in der stillen Nacht erblickt hätte, könnte ihn leicht für einen in tiefes Nachdenken versunkenen Philosophen halten.“

Heimweh und Einsamkeit trieben Quäck während der folgenden sechzehn Jahre zu einem übermäßigen Alkoholgenuss. Maximilian zu Wied-Neuwied und die Hofverwaltung hatten den Alkoholausschank strikt untersagt. Als das nicht ausreichte, sah sich das fürstlich wiedische Hofmarschall-Amt gezwungen, die folgende Bekanntmachung in den Wöchentlichen Neuwiedischen Nachrichten Nr. 21 vom 23. Mai 1834 zu veröffentlichen:

„Sämmtliche hiesige Herrn Wein- und Gastwirthe werden ergebenst ersucht, dem Brasilianer Queck weder für Geld, noch sonst auf Bezahlung Anderer, geistige Getränke zu verabreichen, indem ihm Alles zu seinem Unterhalt Erforderliche reichlich gegeben wird. Neuwied den 22. Mai 1834.“

Am 27. Juni 1834 erschien in den Wöchentlichen Neuwiedischen Nachrichten Nr. 26 die folgende Nachricht:

„Gestorben: Den 1. Juni: Joachim Quäck, alt ungefähr 34 Jahr, geboren in Brasilien von dem Stamme der Butocudos-Indianer, Diener seiner fürstlichen Durchlaucht des Prinzen Max von Wied.“

Quäck verstarb im Alter von etwa 30 Jahren am 1. Juni 1834 um 9 Uhr morgens an einer Leberentzündung und wurde am 3. Juni 1834 – vermutlich auf dem Alten Friedhof von Neuwied – katholisch beerdigt. Das Sterbedatum und die Diagnose Leberentzündung zeigen, dass die mündliche Überlieferung, Quäck sei in der Silvesternacht 1833 im ersten Stock des Seitentrakts des Neuwieder Schlosses aus dem Fenster gestürzt und erfroren, nicht zutreffen kann.
Maximilian zu Wied-Neuwied war in den Jahren 1832 bis 1834 auf seiner Forschungsreise in Nordamerika. Nach der Rückkehr schrieb er am 6. Januar 1835 an Carl Friedrich Philipp von Martius:

„Leider ist in meiner Abwesenheit mein guter armer Quäck (der Botokude) gestorben. Mein Bruder Karl hatte glücklicherweise kurz vorher ein trefflich sprechend ähnliches Bild in Öl gemalt, die Erinnerung bleibt uns nun recht lebhaft an ihn.“

In dem Arbeitszimmer des Prinzen, das sich im sogenannten Neuen Bau des Neuwieder Schlosses, dem heutigen Schlosstheater, befand, hing ein Ölgemälde des Koblenzer Malers Johann Heinrich Richter aus dem Jahr 1828, das Maximilian zu Wied zusammen mit Quäck darstellte. Dort hatte er seinen persönlichen Kammerdiener noch nach dessen Tod ständig vor Augen.

## Nachleben
Quäcks Schädel ist nach seinem Tod obduziert worden und gelangte anschließend in die Abteilung Schädel fremder Raçen der Anthropologischen Sammlung des Anatomischen Museums der Rheinischen Friedrich-Wilhelms-Universität Bonn. Ende September 2010 fragte eine Vertreterin der brasilianischen Stadt Jequitinhonha nach, ob das Anatomische Institut der Universität Bonn den Schädel der Stadt Jequitinhonha überlassen könnte. Man wolle ihn den Nachfahren vom Stamme der Krenak übergeben – als Zeichen der Versöhnung der dortigen europäisch-stämmigen Bevölkerung an die Adresse der ursprünglichen amerindischen Einwohner. Die Rückführung gelang mit Hilfe des Auswärtigen Amtes. Am 15. Mai 2011 wurde Quäcks Schädel in einer feierlichen Zeremonie den Angehörigen seines Stammes im brasilianischen Bundesstaat Minas Gerais von Professor Karl Schilling, dem Geschäftsführenden Direktor des Anatomischen Instituts der Universität Bonn, im Rahmen der Feier zum 200-jährigen Bestehen der Stadt Jequitinhonha übergeben.

## Städtepartnerschaft zwischen den Städten Neuwied und Jequitinhonha
Die Stadt Jequitinhonha mit 26.000 Einwohnern im brasilianischen Bundesstaat Minas Gerais feierte vom 13. bis 15. Mai 2011 ihr zweihundertjähriges Bestehen mit einer Hommage an Maximilian zu Wied-Neuwied und den Botokuden Quäck, die beide Teil der Geschichte von Neuwied und Jequitinhonha sind. Jequitinhonha möchte sich mit Neuwied befreunden und eine Städtepartnerschaft mit Jugendaustausch aufbauen. Der Verein ANEJE (Freundschaft Neuwied-Jequitinhonha e. V.) wird in Erinnerung an Quäck die Freundschaft zwischen Neuwied und Jequitinhonha pflegen.